# Asociación de Profesores de Español en Islandia

La Asociación de Profesores de Español en Islandia (AIPE) (en islandés: Félag Spænskukennara á Íslandi), es una organización profesional de formación de profesores o docentes del idioma español en Islandia, cuyo objetivo principal es velar la enseñanza del español en todos los niveles del sistema educativo y público de Islandia. La Asociación fue creada en 1992. 
Estos son los siguientes objetivos específicos que cumple la asociación:
1. Reunir los profesores de español en Islandia.
2. Organizar cursos, seminarios, congresos para el profesorado o personal docente.
3. Difundir el conocimiento del idioma español.

En la actualidad, el alemán es el tercer idioma más estudiado en Islandia, por detrás del inglés y el danés y por delante del francés, el caso del español, se sitúa en quinto lugar. Concretamente, en el pasado curso académico, 2.500 estudiantes de enseñanzas superiores de segundo grado aprendían español, el equivalente al 10 % del total. Esto es, uno de cada diez islandeses habla o aprende islandés, cifra que no está nada incorrecto si tenemos en cuenta que va incrementando. Actualmente en Islandia es obligatorio estudiar y aprender el inglés y danés (u otra lengua nórdica) y luego hay que escoger entre el alemán, el francés y el español. De los tres últimos idiomas el más popular actualmente ha sido el español, seguido después del alemán. Desafortunadamente, los departamentos del francés han ido disminuyendo y desapareciendo poco a poco. Algunos por ejemplo porque piensan viajar, ir becados como estudiantes de intercambio o simplemente de vacaciones, actualmente existen bastantes ciudadanos islandeses que tienen sus casas de verano en España y es considerado como uno de los destinos más frecuentes para los turistas islandeses. Otros estudiantes eligen aprender el español, porque creen que es más fácil que el alemán o el francés.